# Německé euromince
Německé euromince jsou v oběhu od 1. ledna 2002. Německo je zakládajícím členem Evropské unie a také členem Evropské měnové unie.
Tyto mince mají tři rozdílné motivy pro tři skupiny mincí. Mince s hodnotou 1, 2 a 5 centů byly navržené Rolfem Lederbogenem, motiv pro mince 10, 20 a 50 centů byl navržen Reinhartem Heinsdorffem a mince 1 a 2 eura byly navrženy Heinzem Hoyerem a Sneschanou Russewa-Hoyerovou. Všechny motivy obsahují 12 hvězd symbolizujících Evropskou unii a rok vyražení. Kromě roku vyražení obsahují německé mince malé písmeno popisující mincovnu, ve které byla mince vyrobena (viz tabulka vpravo).

## Symboly na euromincích
| Symbol | Doba ražení* | Doba ražení* | Mincovna  |
| Symbol | od           | do           | Mincovna  |
| A      | 1999         | současnost   | Berlín    |
| D      | 1998         | současnost   | Mnichov   |
| F      | ?            | současnost   | Stuttgart |
| G      | ?            | současnost   | Karlsruhe |
| J      | 1998         | současnost   | Hamburk   |

V roce 1997 se devítičlenná porota po dlouhé práci shodla na německé orlici, Braniborské bráně a větvičce dubu jako na symbolech, které budou umístěny na německé euromince. Evropská unie žije z různorodosti národů a jejich kultur, což bylo bráno v potaz i při vytváření motivů na národní německé euromince. 1. ledna 2002 byly tyto mince vypuštěny do oběhu.
Na některých mincích jsou zobrazeny motivy převzaté z bývalých marek a feniků, což vedlo ke sporům, protože se údajně staré a nové mince mohou plést.

### Větvička dubu
Pro mince malé nominální hodnoty byl zvolen známý symbol, větvička dubu, která již zdobila mince německého feniku. Motiv pochází z návrhu Rolfa Lederbogena, profesora z Karlsruhe. Větvička dubu je považována mimo jiné za historický symbol Německa. V Německém spolku měli od roku 1815 všichni členové celní a měnovou svrchovanost. Symbol dubu se na německých mincích začal používat po Mnichovské měnové smlouvě v roce 1837, která z Německa vytvořila jednotnou hospodářskou oblast.

### Braniborská brána
Braniborská brána je charakteristický symbol německého hlavního města Berlína. Byla vystavěna v klasicistním slohu Carlem Gotthardem Langhansem a jedná se o nápadnou, kvadrigou korunovanou stavbu. Také tato budova zrcadlí německé dějiny. V Německé říši byla používána při slavnostních průvodech. Po druhé světové válce byla Braniborská brána symbolem rozdělení Německa, ale po pádu Berlínské zdi v roce 1989 se u ní východní a západní Němci sešli, a tím se brána stala symbolem znovusjednocení Německa. Od té doby je brána otevřena společnému Německu a stala se zároveň symbolem procesu evropského sjednocování. Motiv byl navržen umělcem Reinhartem Heinsdorffem.

### Německá spolková orlice
Tento symbol visí ve všech jednacích sálech Německého spolkového sněmu a také je vystaven nad branami německých úřadů a velvyslanectví, kde označuje sídla německého politického dění. Také ho lze najít na cestovních pasech a průkazech jako grafický symbol, na úředních razítkách, ale i jako politickou karikaturu. Spolková orlice je od roku 1950 státním znakem Spolkové republiky Německo, kdy byl ve skoro identické formě převzat podle státního znaku Výmarské republiky od roku 1919. Orlice byla také znakem Německé říše od roku 1871. Návrh motivu pochází od Sneschany Russewa-Hoyerové a Heinze Hoyera z Berlína. Je vyobrazen na mincích 1€ a 2€. 

## Pamětní mince

### Dvoueurové oběžné mince
Následující tabulka zahrnuje 2€ pamětní mice vydané mezi roky 2004 a 2024.
1. 2006 – Šlesvicko-Holštýnsko
2. 2007 – Meklenbursko-Přední Pomořansko
3. 2007 – společná série mincí států eurozóny – 50 let od podepsání Římských smluv
4. 2008 – Hamburk
5. 2009 – Sársko
6. 2009 – společná série mincí států eurozóny – 10 let od zavedení eura jako bezhotovostní měny
7. 2010 – Brémy
8. 2011 – Severní Porýní-Vestfálsko
9. 2012 – Bavorsko
10. 2012 – společná série mincí států eurozóny – 10 let od zavedení eurobankovek a euromincí
11. 2013 – Bádensko-Württembersko
12. 2013 – 50. výročí Elysejské smlouvy
13. 2014 – Dolní Sasko
14. 2015 – Hesensko
15. 2015 – 25 let německé národní jednoty
16. 2015 – společná série mincí států eurozóny – 30 let vlajky Evropské unie
17. 2016 – Sasko
18. 2017 – Porýní-Falc
19. 2018 – Berlín
20. 2018 – 100. výročí narození velkého německého státníka a kancléře Helmuta Schmidta (1918–2015)
21. 2019 – 70. výročí založení Spolkové rady
22. 2019 – 30. výročí pádu Berlínské zdi
23. 2020 – Braniborsko
24. 2020 – 50. výročí Varšavského pokleknutí
25. 2021 – Sasko-Anhaltsko
26. 2022 – Durynsko
27. 2022 – společná série mincí států eurozóny – 35 let od zahájení programu Erasmus
28. 2023 – Hamburk
29. 2023 – 1275. výročí narození Karla Velikého (748–814), franského krále a římského císaře
30. 2024 – Meklenbursko-Přední Pomořansko
31. 2024 – 175. výročí Frankfurtské ústavy